# Sisséri
Sisséri est un village du Cameroun situé dans le département de la Bénoué et la région du Nord. Il fait partie de la commune de Bibémi. Le Plan Communal de Développement de Bibémi prévoyait à Sisséri la construction de puits, d’un magasin de stockage de produits secs, ainsi que l’ouverture de pistes agricoles. Il est à noter que selon le recensement de 2005, il existe en plus du village de Sisséri dans le Ladimat de Bibémi qui est le sujet de cette page, un autre village nommé Sisséri, plus petit, dans le Ladimat de Garoua / Guebake.

## Population
Selon le Plan Communal de Développement de Bibémi daté de mai 2014, la localité comptait 513 habitants. Le nombre d’habitants était de 409 selon le recensement de 2005. 